# Circuit Bremgarten
A Circuit Bremgarten egy 7,28 km hosszú versenypálya Svájcban, Bremgarten bei Bern mellett, amelyen 1950 és 1954 között ötször rendezték meg a Formula–1 svájci nagydíjat.
A bremgarteni pályát 1931-ben, motorverseny-pályaként építették a Berntől északra fekvő erdőségben. A pályának nincs egyenes szakasza, de több nagysebességű kanyarral rendelkezik. 1934-ben került megrendezésre itt az első autóverseny, mely a fiatal brit pilóta, Hugh Hamilton életébe került, aki az utolsó körben autójával egy fának csapódott, és életét vesztette. Rossz fényviszonyok és változó útfelületek között a háromsávos pálya már a kezdetekben nagyon veszélyes volt, különösen esőben.
1955-től nem rendeztek Bremgartenben hivatalos motorsport-rendezvényt, kivéve hegyi- és raliversenyeket, mivel az 1955-ös Le Mans-i 24 órás versenyen történt baleset után Svájcban betiltották a nagydíj-futamokat.